# 키네틱 아트

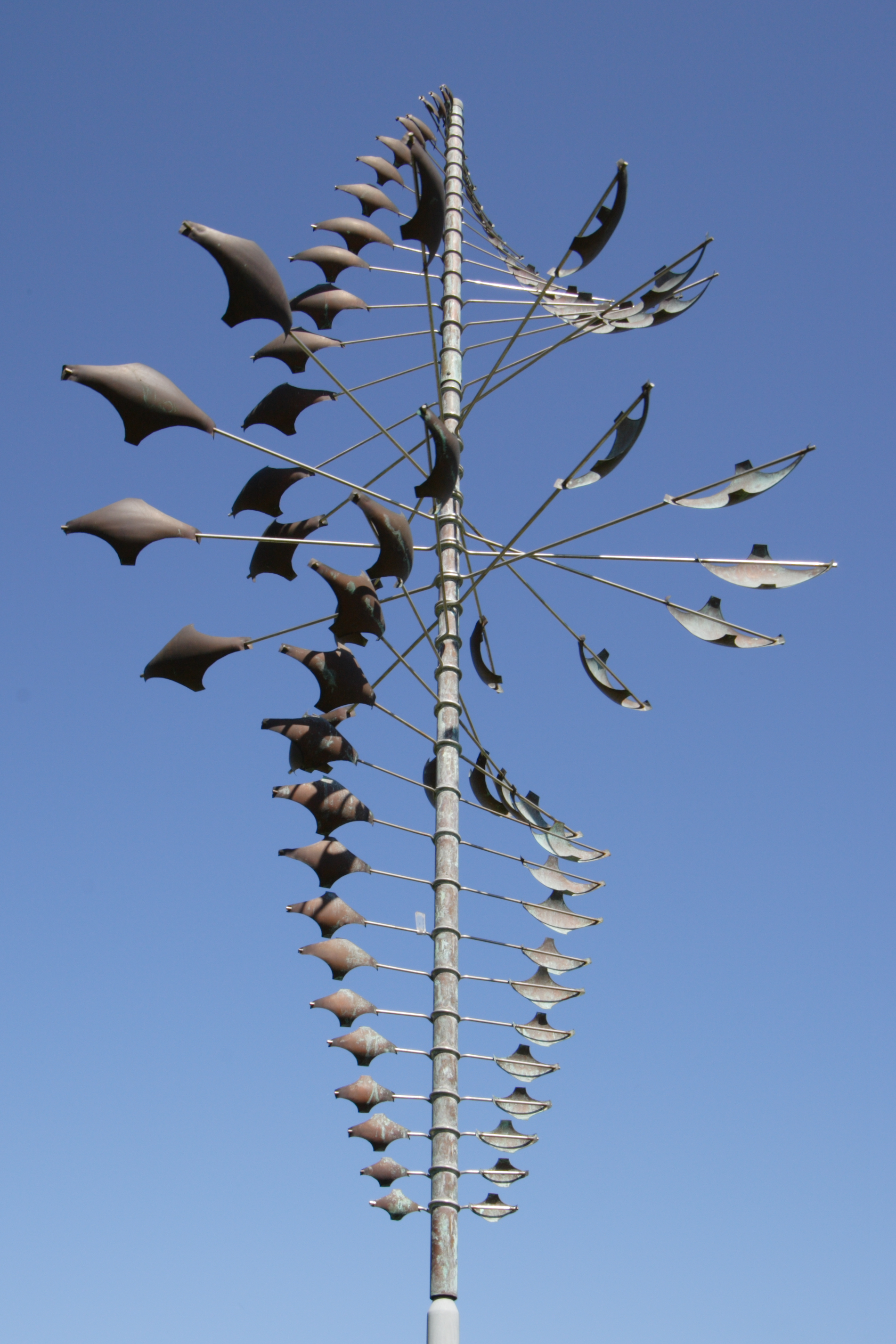

키네틱 아트(kinetic art)는 작품 속에 동세(動勢)를 표현하거나 옵 아트와 같이 시각적 변화를 나타는 것과는 달리 작품 자체가 움직이거나 움직이는 부분을 포함하는 예술작품을 뜻한다. 따라서 작품은 대개 조각의 형태를 띤다. 이러한 경향은 미래파나 다다의 예술운동에서 파생된 것이며, 최초의 작품은 마르셀 뒤샹이 1913년 자전거 바퀴와 색칠된 부엌의자를 사용해 만든 '자전거 바퀴'이다.
키네틱 아트에서는 관중이 작품에 참가하여 자유롭게 이것을 움직일 수 있는 것과(아감의 가변회화 등) 동력을 사용하여 작품 자체를 움직이는 것(장 팅겔리의 기계와 셰페르의 사이버네틱 조각 등)의 두 종류로 대별된다. 1961년 암스테르담과 스톡홀름에서 키네틱 아트 총합 전시회가 개최된 이후 각광을 받게 되었다. 키네틱 아트의 의도는 빛 혹은 움직임이라는 동태를 파악하는 데 있으며, 이를 위해 종종 작품 그 자체보다도 이를 둘러싼 방 전체, 환경 전체를 개변하는 방향으로 진전한다. 빛·소리·움직임·색채 등을 종합적으로 취급하는 이런 키네틱 아트 작품은 미술뿐만 아니라 예술 전반의 영역 구분을 모호하게 만든다.